# German-Austrian Digital Media Observatory
Das German-Austrian Digital Media Observatory (GADMO) ist eine  im November 2022 gegründete supranationale Vereinigung von Faktencheck-Organisationen, die sich die Bekämpfung von Desinformation im deutschsprachigen Raum zum Ziel gesetzt hat. Die Finanzierung erfolgt durch die Europäische Union. Wissenschaftliche Unterstützung erhält die GADMO von Forschern der Technischen Universität Dortmund, des Austrian Institute of Technology sowie des Athens Technology Center.
GADMO ist Teil des europaweiten Netzwerks des European Digital Media Observatory (EDMO). EDMO wurde 2020 gegründet, um die Ergebnisse von Faktencheckorganisationen, der Forschung sowie von einzelnen Experten im Kampf gegen Desinformation zu bündeln. Das Netzwerk besteht inzwischen aus 14 regionalen Zentren, die alle Länder der EU abdecken.
 

## Mitglieder
- Agence France-Presse (AFP)
- Austria Presse Agentur
- Correctiv
- dpa
- Institut für Journalistik der TU Dortmund[1]